# Alice Through the Looking Glass
Alice Through the Looking Glass is een Amerikaanse avonturen-fantasyfilm uit 2016, onder regie van James Bobin. De film is gebaseerd op de boeken Alice's Adventures in Wonderland en Through the Looking-Glass van de schrijver Lewis Carroll. De film is tevens het vervolg op Alice in Wonderland uit 2010. De hoofdrollen werden vertolkt door Mia Wasikowska, Johnny Depp, Helena Bonham Carter, Anne Hathaway, Sacha Baron Cohen en Rhys Ifans en met stemmen van Alan Rickman, Timothy Spall, Stephen Fry en Michael Sheen. De film werd geproduceerd door Walt Disney Pictures, Roth Films, Team Todd en Tim Burton Productions en gedistribueerd door Walt Disney Pictures. Dit was Alan Rickmans laatste film, die in gedachten aan hem werd opgedragen.

## Verhaal
Alice Kingsleigh, die drie jaar werkzaam was op zee voor haar vader, komt bij haar terugkeer in Londen in aanraking met een magische spiegel die haar weer meeneemt naar het fantasierijk Wonderland. Ze ontmoet wederom de Gekke Hoedenmaker, die in een nogal zorgelijke toestand verkeert. Hij wordt achtervolgd door een geheimzinnige gebeurtenis uit het verleden. Om haar vriend te kunnen helpen, zal ze ondanks zijn waarschuwingen, in een race tegen de klok, een tijdreis moeten maken om het verleden te kunnen veranderen.

## Rolverdeling
| Acteur                 | Personage                                          |
| ---------------------- | -------------------------------------------------- |
| Mia Wasikowska         | Alice Kingsleigh                                   |
| Johnny Depp            | Hatter Tarrant Hightopp (Gekke Hoedenmaker)        |
| Helena Bonham Carter   | Iracebeth / Red Queen (Rode Koningin)              |
| Anne Hathaway          | Mirana / White Queen (Witte Koningin)              |
| Sacha Baron Cohen      | Time (Tijd)                                        |
| Rhys Ifans             | Zanik Hightopp                                     |
| Matt Lucas             | Tweedledie & Tweedledom                            |
| Lindsay Duncan         | Helen Kingsleigh                                   |
| Leo Bill               | Hamish                                             |
| Geraldine James        | Lady Ascot                                         |
| Andrew Scott           | Dr. Addison Bennett                                |
| Richard Armitage       | Koning Oleron                                      |
| Edward Speleers        | James Harcourt                                     |
| Alan Rickman           | Absolem (stem)                                     |
| Timothy Spall          | Bayard (stem)                                      |
| Paul Whitehouse        | Thackery / The March Hare (De Maartse Haas) (stem) |
| Stephen Fry            | Cheshire Cat (stem)                                |
| Barbara Windsor        | Mallymkun the Dormouse (De Zevenslaper) (stem)     |
| Michael Sheen          | McTwisp / White Rabbit (Witte Konijn) (stem)       |
| Matt Vogel             | Wilkins (stem)                                     |
| Paul Hunter            | Schaakkoning (stem)                                |
| Wally Wingert          | Humpty Dumpty (stem)                               |
| Meera Syal             | Nobody (stem)                                      |
| Hattie Morahan         | Koningin Elsemere                                  |
| Louis Ashbourne Serkis | Jonge hoedenmaker                                  |
| Joanna Bobin           | Alexandra                                          |

## Achtergrond
In december 2012 werd voor het eerst gesproken over een vervolg op Alice in Wonderland, waarin Linda Woolverton zal terugkeren met het scenario. In juli 2013 werd bekendgemaakt dat Johnny Depp zal terugkeren met de rol van gekke hoedenmaker en in november 2013 Mia Wasikowska met wederom de rol van Alice. In januari 2014 werd Sacha Baron Cohen toegevoegd aan de cast in de rol van de antiheld Tijd. De eerste opnames begonnen op 4 augustus 2014 in de Shepperton Studios in de gelijknamige plaats Shepperton. Andere locaties waren onder meer de haven in Gloucester. De opnames werden op 31 oktober 2014 afgerond. De magische spiegel uit de film is gebaseerd op een enorme spiegel in de plaats Charlton Kings te Cheltenham. De film ging op 10 mei 2016 in première in Londen en werd ook vrijgegeven in een Nederlands gesproken versie.